# Braunlage

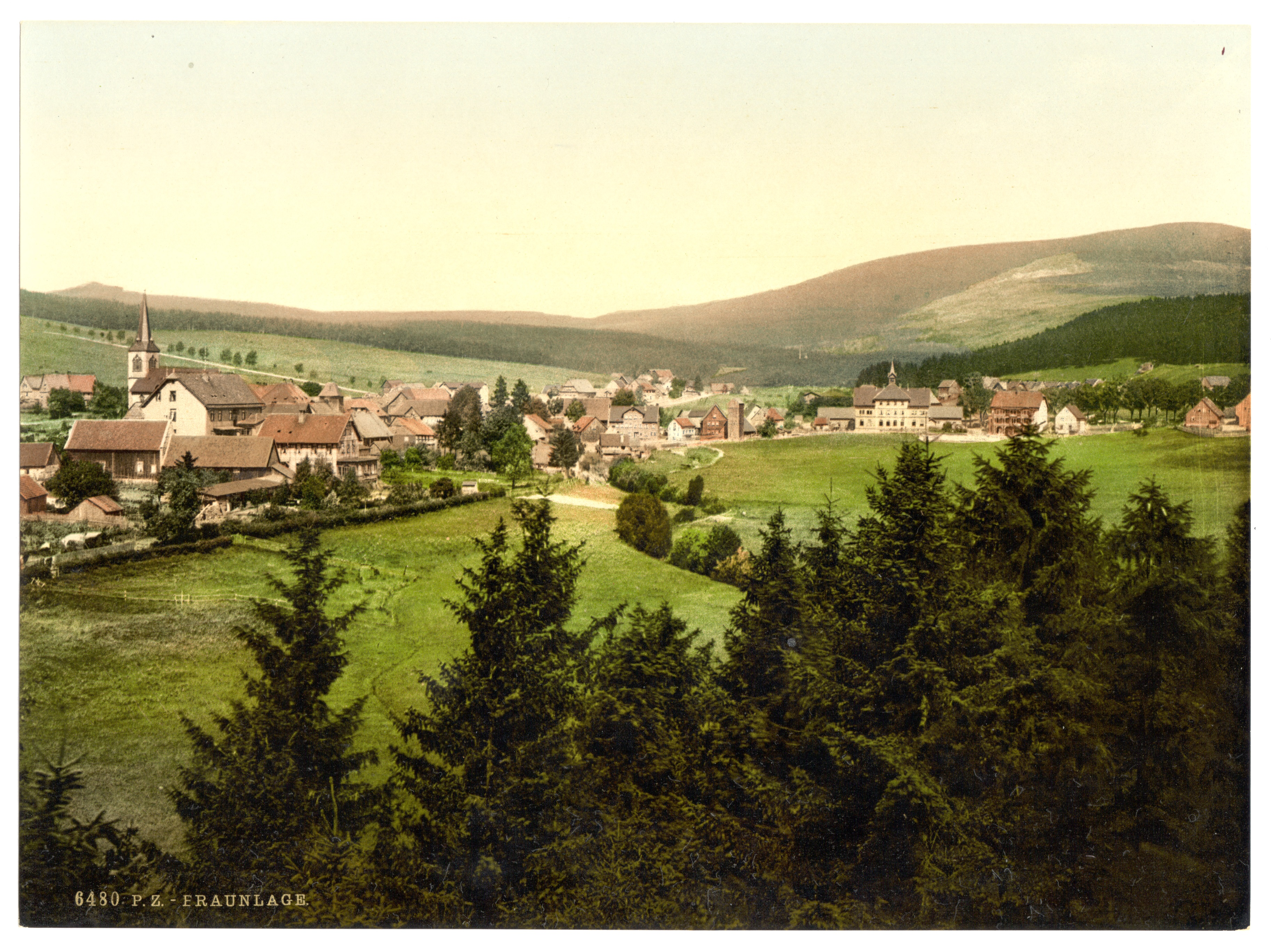
Braunlage około 1900 r.

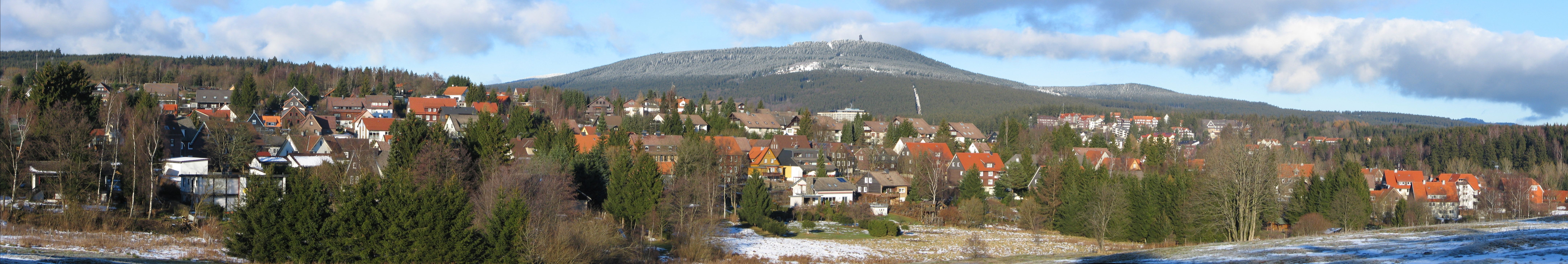
Panorama Braunlage

Braunlage − miasto uzdrowiskowe i ośrodek sportów zimowych w Niemczech w kraju związkowym Dolna Saksonia, w powiecie Goslar. Leży na wysokości 560 m n.p.m. Miejscowość liczyła 6 082 mieszkańców (2013).
W mieście rozwinął się przemysł drzewny.
Znajduje się tutaj kompleks skoczni narciarskich Brockenweg z obiektami K40, K58 i K70.
1 listopada 2011 miasto połączyło się z miastem Sankt Andreasberg, które stało się jego dzielnicą. W wyniku fuzji powstało nowe miasto Braunlage.